# 枚方信用金庫
枚方信用金庫（ひらかたしんようきんこ）は、大阪府枚方市に本店を置く信用金庫である。略称は「ひらしん」。
枚方市のほか、寝屋川市・守口市・門真市・大東市・四條畷市・交野市に支店を設けている。
北大阪商工会議所との連携が強い。

## 沿革
- 1950年（昭和25年）8月：枚方信用組合として設立。三矢にあった元大和銀行枚方支店の建物を借用して営業開始。
- 1952年（昭和27年）6月：信用金庫に転換、枚方信用金庫に改組。
- 1966年（昭和41年）：現在地に本店を移転
- 2008年（平成20年）6月：大阪府内に本店を置く信用金庫相互間ATM手数料無料サービス「しんきん大阪ゼロネット」を開始。
- 2022年（令和4年）7月11日 : この日から磁気の影響を受けにくい新しい通帳（Hi-Co通帳）を取扱開始した(Hi-Co通帳に対応していない信用金庫ATMではHi-Co通帳は使えない。) [1]。